# 邹永煊
邹永煊（1870年—1950年），又稱邹永暄，字焕廷，清朝湖南新化縣（今邵陽隆回縣）羅洪鄉人，清朝地理學家、鄒氏輿圖世家。
邹代钧之侄。早年經叔父支資助，創建亞新地學社，出版地理學書籍與刊物，將原有家庭作坊規模的書社擴大。后因老退休，交由子邹兴钜、孫邹新垓。